# 東工業前停留場
東工業前停留場（日语：／ Higashikogyo mae teiryūjō */?），是位於高知縣南國市篠原，土佐電交通後免線的電車站。

## 歷史
此電車站在1911年（明治44年）1月，由土佐電交通的前身土佐電氣鐵道大津停留場（已廢止，參見領石通停留場）至後免中町通停留場之間開通，此電車站同時啟用，當時電車站名為稻吉通停留場（日语：／）。該停留場後來於1942年（昭和17年）廢止。
在約20年後，東工業前停留場於1963年（昭和38年）啟用。在車站啟用前，最近的電車站是住吉通停留場，為了方便高知縣立高知東工業高等學校學生上學，因此開設了此站（請願站）。在一些文獻中，此電車站被視為稻吉通停留場重開，而不是全新電車站。
- 1911年（明治44年）1月27日 - 大津至後免中町通之間開通，稻吉通停留場啟用[1][2]。
- 1942年（昭和17年）7月29日 - 電車站廢止[1][2]。
- 1963年（昭和38年）9月10日 - 東工業前停留場再次啟用[1][2]。
- 2014年（平成26年）10月1日 - 土佐電氣鐵道、高知縣交通（日语：高知県交通）和土佐電Dream Service（日语：土佐電ドリームサービス）合併，土佐電交通成立[4]。成為土佐電交通的電車站。

## 電車站構造
電車站是建造在專用路軌上，設有2面2線的相對式乘車處（千鳥式）。東邊為後免町方向月台，西邊為播磨屋橋方向月台。

## 電車站周邊
高知縣立高知東工業高等學校位於南邊200米處。
- 南國市消防本部（日语：南国市消防本部）、南國市消防署
- 國道195號（日语：国道195号）
- 高知縣道249號後免中島高知線
- 南國市立圖書館
- 長尾雞中心（日语：長尾鶏センター）
- 四國勞動金庫（日语：四国労働金庫）南國分店

## 巴士路線
在「東工業前」巴士站上設有以下路線停靠：
| 乘車場  | 系統                                         | 主要途經                     | 目的地 | 巴士公司   | 備註 |
| ------- | -------------------------------------------- | ---------------------------- | ------ | ---------- | ---- |
|         | L1                                           | 後免町、夜須站               | 安藝站 | 土佐電交通 |      |
| Ko3-Ko5 | 後免町、里改田、中之丁通、前濱車廠           | 久枝                         |        | 土佐電交通 |      |
| Ko4-Ko1 | 後免町、後免站前、國分寺通                   | 植田                         |        | 土佐電交通 |      |
| K5      | 後免站前、山田站                             | 高知工科大學                 |        | 土佐電交通 |      |
| K6      | 後免站前、山田站、高知工科大學               | 龍河洞                       |        | 土佐電交通 |      |
|         | L1-C1                                        | 小籠通、JA高知醫院、播磨屋橋 | 縣廳前 | 土佐電交通 |      |
| L1-T1   | 小籠通、JA高知醫院、播磨屋橋                 | 棧橋車廠                     |        | 土佐電交通 |      |
| Ko3     | （小籠通、JR高知醫院）、大津站前             | 醫大醫院                     |        | 土佐電交通 |      |
| K6-C1   | 篠原南、（JA高知醫院）、潮見台總站、播磨屋橋 | 縣廳前                       |        | 土佐電交通 |      |
| Ko4     | 篠原南                                       | JA高知醫院                   |        | 土佐電交通 |      |

## 相鄰電車站
土佐電交通
後免線
後免西町－東工業前－住吉通

## 注腳
1. 1 2 3 4 5 6  土佐電鉄の電車とまちを愛する会. . JTB Can Books. JTB出版. 2006: 100・156–158頁. ISBN 4-533-06411-6 （日语）.
2. 1 2 3 4 5  今尾惠介（監修）. . 11 中国四国. 新潮社. 2009: 61. ISBN 978-4-10-790029-6 （日语）.
3. 1 2  川島令三. . 【図説】 日本の鉄道. 第2巻 四国西部エリア. 講談社. 2013: 34・90頁. ISBN 978-4-06-295161-6 （日语）.
4. ↑  上野宏人. . 毎日新聞 (毎日新聞社). 2014-10-02 （日语）.
5. ↑  . 高知新聞社. 1998: 82. ISBN 4-87503-268-4 （日语）.